# 巴勒斯坦被羈留者及曾被羈留者事務部
巴勒斯坦被羈留者及曾被羈留者事務部是巴勒斯坦國負責以色列監獄中巴勒斯坦籍囚犯及家人福利及福祉的政府部門，於1998年隨巴勒斯坦自治政府成立。
該部致力於為巴勒斯坦囚犯及家人提供法律、社會及財政支援，包括探視囚犯、向囚犯家屬提供財政資助以及在國際論壇上倡導囚犯及其家人的權利。